# Keep Your Courage
Keep Your Courage è l'ottavo album in studio da solista della cantautrice statunitense Natalie Merchant, pubblicato nel 2023.

## Tracce
Testi e musiche di Natalie Merchant, eccetto dove indicato.
1. Big Girls – 4:56
2. Come On, Aphrodite – 5:21
3. Sister Tilly – 7:42
4. Narcissus – 6:02
5. Hunting the Wren – 5:47 (Ian Lynch)
6. Guardian Angel – 5:56
7. Eye of the Storm – 5:30
8. Tower of Babel – 2:28
9. Song of Himself – 4:51
10. The Feast of Saint Valentine – 6:06

Tracce Bonus Edizione Vinile
1. Spring & Fall: To a Young Child – 3:03
2. Butterfly – 5:39
3. Giving Up Everything – 4:20
4. Frozen Charlotte – 5:58

## Classifiche
| Classifica (2023) | Posizione raggiunta |
| ----------------- | ------------------- |
| Regno Unito       | 58                  |